# Antonio Mancinelli
 (juillet 2022).
Antonio Mancinelli est un poète et grammairien italien, né en 1452  à Velletri et mort à Rome en 1505.

## Biographie
Né en 1452, à Velletri, dans la Campagne de Rome, Mancinelli étudia les humanités sous le célèbre Giulio Pomponio Leto ; et il apprit ensuite, pendant quelque temps, la jurisprudence et la médecine. Il ouvrit, à l’âge de vingt et un ans, une école de grammaire à Velletri ; mais la peste l’ayant forcé d’abandonner cette ville en 1485, il se réfugia d’abord à Sermoneta, puis à Rome, où il demeura cinq années, vivant du produit de ses leçons. En 1491, il se rendit à Fano et ensuite à Venise, sur l’invitation de Pomponio Leto, son ancien maître : il parvint à s’y procurer quelques écoliers. Les magistrats de Velletri le rappelèrent en 1494, et lui offrirent un traitement honorable, pour l’engager à prendre la direction de leur école. Les ouvrages de Mancinelli lui avaient valu une réputation assez étendue, et plusieurs villes se disputèrent l’avantage de le posséder : il donna la préférence à Orvieto. Au bout de deux ans, il écouta les propositions que lui firent les habitants de Foligno : mais une fièvre pestilentielle qui se déclara dans le même temps l’empêcha de conclure avec eux ; et étant retourné à Rome, il y mourut vers 1505. Mancinelli, quoique laborieux, vécut dans l’indigence ; mais il sut la supporter avec une résignation qu’il puisait dans ses principes religieux. Il s’était marié et il eut huit enfants, six garçons et deux filles.

## Œuvres
Ses ouvrages de grammaire, loués par Jean Louis Vivès, ont été vivement critiqués par Giovanni Pontano et Francesco Florido. Le recueil en a été publié, dans le format in-4°, à Venise. 1498-1502 ; Bâle, 1501-1508 ; Milan, 1503-1506, et encore à Venise, 1519-1521. Toutes ces éditions sont également rares ; mais on donne la préférence à la première. On y trouve les opuscules suivants : Scribendi orandique modus. — Vocum proprietas, ex Donato, Aulo-Gellio, Ascon. Pediano, etc.; — Epitoma seu regulæ constructionis ; — Summa declinationum quinque ; — Thesaurus de varia constructione verborum et nominum, etc. ; — Spica de declinatione ; de generibus nominum ; de præteritis et de supinis (en vers) ; — Versilogus (en vers hexamètres); — Carmen de floribus. Il ne s’agit dans le poème que des fleurs du beau langage. — Carmen de figuris ; — Carmen de practica virtute et studio humanitatis impellente ad bonum ; — Carmen de vita sua. Ces quatre poèmes ont été imprimés à Paris, 1506, in-4°. Le poème De vita sua, imprimé séparément, Bologne, 1496, in-8°, a été inséré par Johann Gerhard Meuschen dans les Vitæ summorum dignitate et eruditione virorum restitutæ, Cobourg, 1735, in-4°. Il a été traduit en français avec quelques autres ouvrages de Mancinelli (voy la Biblioth. de Duverdier, au mot Ant. Mancinel). — Rhetoricen ad Herennium esse Ciceronis assertio ; — Epigrammata. Gruter en a inséré un choix dans les Deliciæ poetar. italor., t. 2.
On citera encore de Mancinelli :
- Latini sermonis emporium, Rome, 1501, in-4° ;
- Speculum de moribus et officiis, Rome, 1502, in-4° ; Cologne, 1535, in-12 ; Bâle, 1543, in-8°. C’est un poème sur les quatre vertus cardinales.
- Sermonum Decas, Rome (vers 1503), in-4° ; Paris, 1511, in-4° ;
- De exilio barbarismorum, Bologne, 1506 , in-4° ;
- Des Notes sur la Rhétorique de Cicéron, le Songe de Scipion ; les Bucoliques et les Géorgiques de Virgile ; les Poésies d’Horace ; les Satires de Juvénal ; le Polyhistor de Solin ; les Élégances de Laurent Valla, etc.